# 2017 FS
2017 FS è un asteroide di piccole dimensioni del diametro di circa sette metri. È stato scoperto il 17 marzo 2017 dal telescopio dell'Osservatorio di Monte Lemmon ed il giorno dopo è passato a circa 130.000 chilometri dalla Terra. Presenta un'orbita caratterizzata da un semiasse maggiore pari a 2,1293275 au e da un'eccentricità di 0,6923459, inclinata di 1,51782° rispetto all'eclittica.